# 竹中治堅
竹中 治堅 （たけなか はるかた、1971年 - ）は、日本の政治学者。政策研究大学院大学教授。専攻は、日本政治、比較政治学、国際政治経済学。

## 来歴
東京都出身。1989年麻布高校卒業、1993年東京大学法学部2類（公法コース）卒業、大蔵省入省。国際金融局国際機構課配属。1998年スタンフォード大学政治学部博士課程修了（Ph.D.取得）、同年中央省庁等改革推進本部事務局。1999年政策研究大学院助教授、2007年准教授、2010年教授。この間、2003-04年スタンフォード大学客席研究員。
2011年、『参議院とは何か』で第10回大佛次郎論壇賞受賞。

## 人物
- 祖父は外務事務次官・国際協力事業団総裁を務めた法眼晋作[1]。
- 東大では五十嵐武士、スタンフォード大ではダニエル・オキモトに師事[要出典]。

## 著作

### 単著
- 『戦前日本における民主化の挫折――民主化途上体制崩壊の分析』（木鐸社 2002年）
- 『首相支配――日本政治の変貌』（中公新書 2006年）
- 『参議院とは何か――1947～2010』（中央公論新社・中公叢書 2010年）
- 『Failed Democratization in Prewar Japan：Breakdown of a Hybrid Regime』（Stanford University Press 2014年）
- 『コロナ危機の政治――安倍政権vs.知事』（中公新書 2020年）

### 編著
- 『二つの政権交代：政策は変わったのか』（勁草書房 2017年）
- 『「強国」中国と対峙するインド太平洋諸国』（千倉書店 2022年）

### 編集
- 『民主党を見つめ直す：元官房長官藤村修回想録』（藤村修著 毎日新聞社 2014年）
- 『対米外交の追憶』上下（有馬龍夫著 藤原書店 2015年）

### 共編著
- （河野勝）『アクセス国際政治経済論』（日本経済評論社 2003年）

### 監修
- 参議院総務委員会調査室編『議会用語事典』（学陽書房 2009年）